# Awtomagistrala Tscherno More
Die Awtomagistrala „Tscherno More“ bzw. Awtomagistrala A5 (bulgarisch Автомагистрала А5, bzw. Автомагистрала „Черно море“ Awtomagistrala „Tscherno More“, deutsch ‚Schwarzmeerautobahn‘) ist eine geplante und zum Teil fertiggestellte Autobahn in Ost-Bulgarien. Die Autobahn verläuft teilweise entlang der antiken Römerstraße Via Pontica und soll nach Fertigstellung die beiden größten Schwarzmeer-Küstenstädte Bulgariens, Warna und Burgas, miteinander verbinden. Die Europastraße 87, die von Odessa in der Ukraine nach Antalya in der Türkei führt, wird dann auf der gesamten Länge über die Awtomagistrala A5 verlaufen. Ferner soll sie Teil einer zukünftigen „Schwarzmeer-Ringautobahn“ sein.
In Warna wird sie über die Аспарухов мост/Asparuhow most (dt. Asparuch-Brücke) mit der Awtomagistrala „Hemus“ (A2) von Sofia nach Warna verbunden werden. In Burgas soll sie in die Awtomagistrala „Trakija“ (A1), welche ebenfalls nach Sofia führt, übergehen.
Die Schwarzmeerautobahn wird die Fahrzeit zwischen den beiden Städten Warna und Burgas merklich verkürzen: Heute werden für die ca. 120 km Strecke über 2 ½ Stunden benötigt. Gegenwärtig muss der gesamte Verkehr über zwei zweispurige Passstraßen (Obsor-Pass und Djulinskipass) abgewickelt werden, die das östliche Balkangebirge zwischen Nessebar und Obsor durchqueren.
Da zwischen Warna und Burgas auch keine direkte Eisenbahnverbindung besteht, wird auch der öffentliche Personenverkehr stark von der neuen Autobahn profitieren.

## Teilstücke in Betrieb
Im Dezember 2010 war nur ein 10 Kilometer langes Stück nahe Warna fertiggestellt, das den Stadtteil Warna-Asparuchowo umfährt.